# فريدرخ الوسيم
فريدرخ الوسيم (بالألمانية: Friedrich III der Schöne) (حوالي.1289 - 13 يناير 1330)؛ هو عضو من آل هابسبورغ العريقة، بحيث كان دوق النمسا وستيريا منذ 1308 كـ فريدرخ الأول، وأيضا أصبح ملك ألمانيا (ملك الرومان) منذ 1314 (كملك مضاد حتى 1325) كـ فريدرخ الثالث حتى وفاته.

## السيرة الذاتية
ولد فريدرخ في فيينا بحيث أنه الابن الثاني لألبرخت الأول ملك ألمانيا وزوجته إليزابيث من غوريتسيا-تيرول، هو حفيد أول ملك هابسبورغ رودولف الأول، وأيضا تعتبر والدته الأخت الغير شقيقة لـ كونرادين آخر عضو من آل هوهنشتاوفن الإمبراطورية.
ما زال قاصراً عندما عهد والده دوقيتين النمسا وستيريا إلى شقيقه الأكبر رودولف في 1298 وذلك بعد حصوله على اللقب الملكي، ولكن مع وفاة شقيقه المبكرة في 1307 واغتيال والده في العام التالي، أصبح فريدرخ دوق النمسا وستيريا، والوصي على أشقائه الصغار، ولكن اللقب الملكي الذي حمله والده وجده من قبل ذهب إلى الكونت هاينرخ السابع من لوكسمبورغ الذي تم انتخابه بستة أصوات من أصل سبعة برئاسة ناخب ماينتس الذي كان معارض بشدة لوالده من قبل، على الرغم من أنه تخلى فعلياً عن مطالبه في التاج الألماني، إلا أنه تم تأكيد حصوله على دوقيات النمسا وستيريا من قبل الملك هاينرخ رسمياً.
في الأصل كان صديقاً لابن عمته لودفيغ الرابع دوق بافاريا الذي نشأ أيضا في البلاط النمساوي في فيينا، ومع ذلك تبردت العلاقة بينهما بعد نشوء نزاع مسلح وخاصة بعد أن تم اعتبار الوصي على دوقات بافاريا السفلى ستيفان الأول وأوتو الخامس وهاينرخ الخامس عشر، ومع ذلك تعرض إلى هزيمة قاسية من قبل لودفيغ في معركة غاملسدورف في 9 نوفمبر 1313، وكان عليه التخلي عن الوصاية.
في الوقت نفسه استطاع الملك هاينرخ تتويج نفسه كإمبراطور الروماني المقدس من قبل البابا كليمنت الخامس في 29 يونيو 1312 وإلا أنه توفي في العام التالي، ونظراً لأن ابنه يوهان الأعمى أصبح ملك بوهيميا منذ 1310 وبسبب أن قوته وطموحه أصبحت في ازدياد للغاية، تم ترشيح فريدرخ للتاج مرة أُخرى، اقتنع يوهان بذلك إلا أنه دعم ابن عمته لودفيغ من فيتلسباخ، ففي 19 أكتوبر 1314 في فرانكفورت-ساكسنهاوزن حصل فريدرخ على أربعة أصوات من أصل سبعة على الرغم أثنين من أصوات لها منافسة شديدة، بحيث تم انتخابه من قبل رئيس الأساقفة ناخب كولونيا، وناخب بالاتينات الذي كان شقيق الأكبر لـ لودفيغ بحيث لم يرغب في دعمه، وأيضا هاينرخ ملك بوهيميا المخلوع (بحيث تم الإطاحة به من قبل نجل الإمبراطور الراحل يوهان في 1310 والذي كان متزوجاً أيضا من إليزابيتا البوهيمية، وبالإضافة إلى وفاة زوجته آنا التي كانت الابنة الكبرى للملك فاكلاف الثاني ملك بوهيميا، دون أبناء، مما أدى فقدان شرعيته في التاج البوهيمي، إلا أنه كان له بعض الأراضي الوراثية التي يمد سلطته إليها؛ وفي الأصل يعتبر "خال فريدرخ")، وأيضا رودولف الأول دوق ساكس-فيتنبرغ ابن عمته (نافسه قريبه دوق ساكس-لاونبورغ، الذي كان رئيس الفرع القديم)، ولكن في اليوم التالي نظراً لأن آل لوكسمبورغ لم يكونوا جزء من هذه الانتخابات فتم رفضها، أُجريت الانتخابات ثانية بناءً على تحريض رئيس الأساقفة ناخب ماينتس والذي مازال لا يريد صعود أسرة هابسبورغ، تم انتخاب لودفيغ من فيتلسباخ من قبل خمسة أصوات بالإضافة إلى صوت ناخب ماينز نفسه تم انتخابه أيضا من قبل رئيس الأساقفة ناخب ترير الذي كان عضواً في أسرة لوكسمبورغ، وكذلك مارغريف براندنبورغ ويوهان الثاني دوق ساكسونيا-لاونبورغ هما من أسرة أسكانيا بطبع يوهان عارض قربيه رودولف الأول في حقه الانتخابي كناخب ساكسونيا، ومرة أُخرى ملك بوهيميا يوهان من لوكسمبورغ (الذي كان متزوجاً من ابنة الملك الراحل الباقية على قيد الحياة إليزابيتا، لأن شقيقتها الكبرى آنا توفيت في 1313) من الواضح أن ثلاثة أصوات ليس لها منافس حقيقي.
استفاد لودفيغ من الصراع حول التاج البوهيمي وانتخابية ساكسونيا بين دوقات ساكس-لاونبورغ ودوقات ساكس-فيتنبرغ، ومع ذلك هاينرخ ملك بوهيميا لم يصوت لفريدرخ إلا من خلال السلطة الانتخابية إلا أنه تم عزله من قبل الملك يوهان في 1310، في حين استطاع دوق لاونبورغ تحقيق النصر على قريبه دوق فيتنبرغ، إلا أن لاحقاً مع إعلان عن معاهدة رين في 1338 ومرسوم الذهبي لعام 1356 والتي حددت دوقات ساكس-فيتنبرغ بشكل قاطع.
استطاع لودفيغ التتويج في كاتدرائية آخن من قبل ناخب ماينتس، في حين أُجبر فريدرخ في التتويج في بون مينستر من قبل ناخب كولونيا في 24 نوفمبر 1314، على الرغم من أن كلاهما حاولوا دعم الدول الإمبراطورية، على الرغم من أنه كان محبوباً إلا أنه توج في المكان الخاطئ، وأيضا ناضل ضد الكونفدرالي السويسري الذي بدأ في التوسع في أراضي هابسبورغ في شوابيا إلا أنه تعرض إلى هزيمة في مَعْرَكة مورغَارتِنْ في 1315، ومع ذلك كان قادراً على الصمود أمام منافسه فيتلسباخ وبعد عدة سنوات من الحروب الدامية بدا أن النصر يفوح في كفة فريدرخ، بحيث كان مدعوماً من قبل شقيقه الأصغر ليوبولد الأول، إلا أن جيشه تعرض في نهاية المطاف إلى هزيمة قاسية بالقرب من مولدورف في أمبفينغ هيث في 28 سبتمبر 1322، بعد هذه المعركة تم أسره مع 1300 نبيل وكذلك رئيس أساقفة زالتسبورغ الذي كان متحالفاً معهم.
تم احتجزه من قبل ابن عمته لودفيغ في قلعة تراوزنيتس في بالاتينات العليا لمدة ثلاث سنوات، ولكن المقاومة مازالت مشتعلة من قبل شقيقه ليوبولد، ولكن مع تراجع ملك بوهيميا عن دعم لودفيغ وأيضا حظر من قبل البابا يوحنا الثاني والعشرون، دفع لودفيغ إلى إطلاق سراحه في 13 مارس 1325، في اتفاق اعترف فريدرخ أخيراً بأن لودفيغ هو الحاكم الشرعي الوحيد، وأيضا تعهد بإقناع شقيقه الأصغر ليوبولد بامتثال له، وإذ لم ينجح سيعود إلى الأسر، ونظراً لأنه لم يتمكن من إقناع شقيقه جيداً، عاد فريدرخ إلى ميونخ كسجين، على الرغم من أن البابا أعتقه من اليمين، إلا أن لودفيغ أُعجب بلفتة فريدرخ النبيلة، وأدى إلى تجديد الصداقة معه، واتفقا على حكم الإمبراطورية سوياً، إلا أن البابا والأمراء الناخبون اعترضوا على ذلك بشدة، وأيضا مع معاهدة أولم في 7 يناير 1326 اتفقوا على أن فريدرخ سيحكم ألمانيا كملك الرومان، في حين لودفيغ يمكن له التتويج كـ الإمبراطور.
ومع ذلك بعد وفاة شقيقه ليوبولد في 1326 انسحب فريدرخ عن حكمه لألمانيا شيئا فشيئاً وعاد إلى أراضيه في النمسا وستيريا، وتوفي في 13 يناير 1330، اليوم هو مدفون في كاتدرائية القديس إسطفان في فيينا.

## الزواج
على الرغم من أنه متزوجاً منذ 11 مايو 1315 من إيزابيلا من أراغون الابنة الثالث لـ خايمي الثاني ملك أراغون وزوجته الثانية بيانكا من نابولي، كانت امرأة طموحة وأيضا جلبت معها مهر هائل، أنجبت له ابن ولد في 1316 وتوفي 1322؛ وأيضا ابنتين:-
- إليزابيث، ولدت في 1317 وتوفيت في 1336.
- آنا، ولدت في 1318، لاحقاً تزوجت من دوق فيتلسباخ هاينرخ الخامس عشر دوق بافاريا في 1328، توفي في 1333 دون أبناء، من بعده تزوجت من الكونت يوهان هاينرخ الرابع من غوريتسيا، وأيضا كان الزواج دون أبناء، توفي يوهان هاينرخ في 1338، في حين توفيت هي في 1343.

وبما أنه ليس لديه ابن ذكر على قيد الحياة خلفه أخوته الصغار ألبرخت وأوتو، استغرق للعائلة أكثر من قرن حتى يتمكن أحد أحفاد شقيقه ألبرخت الثاني، ألبرخت الخامس دوق النمسا من الصعود إلى العرش الألماني في عام 1438.